# Staatsmeisterschaft von Mato Grosso
Die Staatsmeisterschaft von Mato Grosso ist die Fußballmeisterschaft des Bundesstaates Mato Grosso (portugiesisch: Campeonato Mato-Grossense de Futebol) in Brasilien. Sie wird seit 1943 vom Fußballlandesverband der Federação de Mato-Grossense de Futebol (FMF) organisiert und durchgehend jährlich ausgetragen.
Rekordmeister ist der Mixto Esporte Clube aus der Landeshauptstadt Cuiabá mit 24 Titeln.

## Sieger
| Rekordmeister: Mixto EC | 0 | 24 Titel | Mixto EC (Cuiabá) |
| Rekordmeister: Mixto EC | 0 | 13 Titel | Cuiabá EC |
| Rekordmeister: Mixto EC | 0 | 12 Titel | Operário VG (Várzea Grande) |
| Rekordmeister: Mixto EC | 0 | 06 Titel | CE Dom Bosco (Cuiabá) |
| Rekordmeister: Mixto EC | 0 | 05 Titel | CA Matogrossense (Cuiabá) |
| Rekordmeister: Mixto EC | 0 | 04 Titel | Operário FC de Campo Grande |
| Rekordmeister: Mixto EC | 0 | 03 Titel | Sinop FC Luverdense EC (Lucas do Rio Verde) |
| Rekordmeister: Mixto EC | 0 | 02 Titel | Sorriso EC SER Juventude (Primavera do Leste) |
| Rekordmeister: Mixto EC | 0 | 01 Titel | Americano FC (Cuiabá) EC Comercial (Campo Grande) EC Operário (Várzea Grande) SE Vila Aurora (Rondonópolis) Operário FC de Várzea Grande Cacerense EC (Cáceres) União EC (Rondonópolis) Nova Mutum EC (Nova Mutum) Primavera AC (Primavera do Leste) |

## Meisterschaftshistorie
| Meister 2025: Primavera AC | 0 | - 2025 Primavera AC - 2024 Cuiabá EC - 2023 Cuiabá EC - 2022 Cuiabá EC - 2021 Cuiabá EC - 2020 Nova Mutum EC - 2019 Cuiabá EC - 2018 Cuiabá EC - 2017 Cuiabá EC - 2016 Luverdense EC - 2015 Cuiabá EC - 2014 Cuiabá EC - 2013 Cuiabá EC - 2012 Luverdense EC - 2011 Cuiabá EC - 2010 União EC - 2009 Luverdense EC - 2008 Mixto EC - 2007 Cacerense EC - 2006 Operário FC de Várzea Grande - 2005 SE Vila Aurora - 2004 Cuiabá EC - 2003 Cuiabá EC - 2002 Operário VG - 2001 SER Juventude - 2000 SER Juventude - 1999 Sinop FC - 1998 Sinop FC - 1997 EC Operário - 1996 Mixto EC - 1995 Operário VG - 1994 Operário VG - 1993 Sorriso EC - 1992 Sorriso EC - 1991 CE Dom Bosco - 1990 Sinop FC - 1989 Mixto EC - 1988 Mixto EC - 1987 Operário VG - 1986 Operário VG - 1985 Operário VG - 1984 Mixto EC - 1983 Operário VG - 1982 Mixto EC - 1981 Mixto EC - 1980 Mixto EC - 1979 Mixto EC - 1978 Operário FC de Campo Grande - 1977 Operário FC de Campo Grande - 1976 Operário FC de Campo Grande - 1975 EC Comercial - 1974 Operário FC de Campo Grande - 1973 Operário VG - 1972 Operário VG - 1971 CE Dom Bosco - 1970 Mixto EC - 1969 Mixto EC - 1968 Operário VG - 1967 Operário VG - 1966 CE Dom Bosco - 1965 Mixto EC - 1964 Operário VG - 1963 CE Dom Bosco - 1962 Mixto EC - 1961 Mixto EC - 1960 CE Dom Bosco - 1959 Mixto EC - 1958 CE Dom Bosco - 1957 CA Matogrossense - 1956 CA Matogrossense - 1955 CA Matogrossense - 1954 Mixto EC - 1953 Mixto EC - 1952 Mixto EC - 1951 Mixto EC - 1950 CA Matogrossense - 1949 Mixto EC - 1948 Mixto EC - 1947 Mixto EC - 1946 CA Matogrossense - 1945 Mixto EC - 1944 Americano FC - 1943 Mixto EC |